# سعيد الشهراني (لاعب كرة قدم)
سعيد مرزوق الشهراني لاعب كرة قدم سعودي، يلعب كظهير أيسر حاليا مع نادي جرش.

## مسيرة اللاعب
لعب في نادي ضمك في الفئات السنية ولعب بعدها مع نادي بيشة ونادي البكيرية ونادي القيصومة ونادي جرش ونادي الترجي.